# Las Mercedes (municipalité)
Pour les articles homonymes, voir Mercedes.
Las Mercedes est l'une des quinze municipalités de l'État de Guárico au Venezuela. Son chef-lieu est Las Mercedes. En 2011, la population s'élève à 33 025 habitants.

## Géographie

### Subdivisions
La municipalité est divisée en trois paroisses civiles avec, chacune à sa tête, une capitale (entre parenthèses) : 
- Cabruta (Cabruta) ;
- Las Mercedes (Las Mercedes) ;
- Santa Rita de Manapire (Santa Rita).